# Brown Lake
Brown Lake az Amerikai Egyesült Államok északnyugati részén, Washington állam Okanogan megyéjében elhelyezkedő önkormányzat nélküli település.
A település nevét William „Horse” Brown telepesről kapta.

## Fordítás
Ez a szócikk részben vagy egészben  a   Brown Lake, Washington című angol Wikipédia-szócikk ezen változatának fordításán alapul.  Az eredeti cikk szerkesztőit annak laptörténete sorolja fel. Ez a jelzés csupán a megfogalmazás eredetét és a szerzői jogokat jelzi, nem szolgál a cikkben szereplő információk forrásmegjelöléseként.